# Josefina Lladós i Torrent
Josefina Lladós i Torrent   (el Pla de Sant Tirs, 15 de febrer de 1975) és una periodista i política catalana de l'Alt Urgell. Militant de Junts per Catalunya (JuntsxCat), Lladós és des de l'any 2015 alcaldessa del municipi de Ribera d'Urgellet i va ser presidenta del Consell Comarcal de l'Alt Urgell entre el juliol del 2020 i el desembre del 2021, fet que la va convertir en la segona dona a ser presidenta de l'Alt Urgell després de Maria Dolors Majoral i Moliné. En aquest càrrec va ser substituïda d'acord amb el pacte de legislatura per Martí Riera i Rovira, alcalde de Coll de Nargó per ERC.
Durant la seua etàpa professional, Lladós ha treballat a diversos mitjans de comunicació audiovisuals i escrits de la Seu d'Urgell, Andorra i Barcelona. Després d'una legislatura a l'oposició, va ser elegida alcaldessa de Ribera d'Urgellet per Esquerra Republicana de Catalunya (ERC). Josefina Lladós va accedir l'any 2020 a la presidència de l'ens comarcal després que l'aleshores president i alcalde d'Oliana, Miquel Sala i Muntada, també de JUNTS, dimitira per «raons personals». Va ser elegida presidenta de l'Alt Urgell amb els vots favorables del seu partit, Junts per Catalunya, i ERC, mentre que l'oposició de Compromís pel Pirineu (CP) (molt propera al Partit dels Socialistes de Catalunya) va votar en contra alhora que criticà el seu nomenament.